# یوکی چیبا
یوکی چیبا (انگلیسی: Kohh؛ زادهٔ ۲۲ آوریل ۱۹۹۰) موسیقی‌دان اهل ژاپن است. وی از سال ۲۰۰۸ میلادی تاکنون مشغول فعالیت بوده‌است.